# Flora Vista (Nuevo México)
Flora Vista es un lugar designado por el censo ubicado en el condado de San Juan en el estado estadounidense de Nuevo México. En el Censo de 2010 tenía una población de 2191 habitantes y una densidad poblacional de 182,51 personas por km².

## Geografía
Flora Vista se encuentra ubicado en las coordenadas 36°48′19″N 108°5′10″O / 36.80528, -108.08611. Según la Oficina del Censo de los Estados Unidos, Flora Vista tiene una superficie total de 12 km², de la cual 11.95 km² corresponden a tierra firme y (0.43%) 0.05 km² es agua.

## Demografía
Según el censo de 2010, había 2191 personas residiendo en Flora Vista. La densidad de población era de 182,51 hab./km². De los 2191 habitantes, Flora Vista estaba compuesto por el 84.53% blancos, el 0.09% eran afroamericanos, el 3.33% eran amerindios, el 0.46% eran asiáticos, el 0.14% eran isleños del Pacífico, el 8.72% eran de otras razas y el 2.74% pertenecían a dos o más razas. Del total de la población el 20.45% eran hispanos o latinos de cualquier raza.